# 26806 Kushiike
26806 Kushiike este o planetă minoră (asteroid), cu un diametru de 11,888 km, din centura de asteroizi. A fost descoperită pe 22 mai 1982 la Kiso Observatory⁠(d) de Hiroki Kosai⁠(d) și a fost numită după Kushiike⁠(d). 
Obiectul prezintă o orbită caracterizată de o semiaxă mare de 3,1321136 UAi, o excentricitate de 0,15, o înclinație de 15,76087 ° în raport cu ecliptica.